# Disociace (psychologie)
V psychologickém kontextu zahrnuje pojem disociace široké spektrum prožitků od lehčí formy odloučení od bezprostředního okolí až po závažnější odloučení od fyzických či emočních prožitků. Nejtypičtějším znakem všech disociativních jevů je odloučení od reality, spíše než úplná ztráta kontaktu s realitou, jako je tomu u psychotických onemocnění.
Míru disociace lze znázornit v rámci určitého kontinua. V lehčích případech je možné brát disociaci jako formu copingového či obranného mechanismu ve snaze zvládat, minimalizovat či snášet stres (a to i v podobě konfliktu či znudění). Na nepatologické rovině lze o disociaci mluvit i v případě běžných událostí, jako je denní snění nebo také nepatologické změněné stavy vědomí.
Patologičtější formou disociace jsou potom disociativní poruchy se změnami nebo beze změn identity a prožitků týkajících se vlastní osoby jedince. Takovéto změny mohou zahrnovat: pocity neskutečnosti vlastní osoby či okolního světa (depersonalizace a derealizace); ztrátu paměti (amnézie); ztrátu vlastní identity a/nebo přijetí nové identity (disociativní fuga); fragmentace identity či já na několik samostatných vědomých celků (disociativní porucha identity, dříve známá jako mnohočetná porucha osobnosti) a komplexní posttraumatickou stresovou poruchu (CPTSD). 
Disociativní poruchy mohou být vyvolány traumatickou událostí, ale může jim předcházet pouze stres, užití psychoaktivních látek nebo se mohou vyskytnout bez jakékoli rozpoznatelné příčiny. V MKN-10 jsou disociativní poruchy klasifikovány v jedné kategorii spolu s konverzními poruchami,  kdežto v DSM spadají všechny disociativní poruchy do samostatné kategorie. 
Disociativní poruchy se mohou, ale nemusí pojit s amnézií. Kvůli nečekané a do velké míry nevysvětlitelné povaze jsou disociativní poruchy typicky prožívány jako velmi znepokojující autonomní narušení obvyklých způsobů chování a fungování jedince.

## Historie
Za autora konceptu disociace je považován francouzský filosof a psycholog Pierre Janet (1859–1947). Na rozdíl od jiných koncepcí disociace (jako například Freudova pojetí v rámci jeho psychoanalytické teorie) ji Janet nepovažoval za obranný mechanismus. Podle Janeta docházelo k disociaci pouze u jedinců s vrozeným oslabením mentálního fungování, ve stresu náchylným k hysterii. I přesto, že se v mnoha jeho případových studiích objevovaly traumatické zážitky, Janet disociaci nikdy nepovažoval za obranu proti těmto zážitkům – právě naopak, trval na tom, že se jedná o jakýsi mentální nebo kognitivní deficit. Trauma považoval za jeden z mnoha stresorů, které mohou zhoršit už tak narušenou „mentální efektivitu“ hysterického jedince a spustit záplavu hysterických (dnes „histriónských“ či „disociativních“) symptomů.
Přestože byla v posledních dvou desetiletích devatenáctého století disociace středem zájmu, zejména v Anglii a ve Francii, s příchodem nového tisíciletí tento zájem rychle opadl. Dokonce i Janet přesměroval svoji pozornost k jiným problematikám, zato v Americe zájem o disociaci mezi lety 1890 a 1910 vrcholil, jak je patrné z díla Williama Jamese a mnoha dalších bostonských psychologů. Nicméně i v Americe zájem o disociaci kvapem ustoupil pod náporem akademického zájmu o psychoanalýzu a behaviorismus. Po velkou část dvacátého století se disociací zabýval jen málokdo a diskutovat se o ní znovu začalo až v souvislosti s publikací neodisociační teorie Ernesta Hilgarda (1977) a s publikační činností dalších autorů v 80. letech 20. století, kteří se věnovali mnohočetné poruše osobnosti.
V posledních letech zájem o disociaci jakožto klinický jev stoupá v souvislosti s posttraumatickou stresovou poruchou, disociativní poruchou identity a kontroverzí, která je s ní spojená, a také v souvislosti s neurozobrazovacími technikami a relevantními populačními výzkumy.
Z historického hlediska je možné zmínit ještě jeden z kořenů psychopatologického konceptu disociace, a to koncept Eugena Bleulera, který zkoumal disociaci ve vztahu ke schizofrenii.

## Diagnóza
K diagnostikování disociace se nejběžněji používá Škála disociativních prožitků (Dissociative Experiences Scale). Jádrovými symptomy disociativních poruch jsou podle DSM-IV depersonalizace, derealizace a psychogenní amnézie. V běžné populaci zaznamenalo 60–65 % respondentů z klinického hlediska nezávažné disociativní prožitky, což svědčí o jejich vysoké prevalenci. Dále se k diagnóze a zhodnocení míry disociace používá SCID-D (strukturovaný klinický rozhovor).

## Souvislost s traumatem, týráním a zneužíváním
Disociace je často popisována jako jeden ze souboru symptomů zažívaných některými oběťmi nejrůznějších traumat z dětství (včetně fyzického a psychického týrání či pohlavního zneužívání). Tato tvrzení podporují i výzkumná zjištění o korelační souvislosti disociace a traumat prožitých v minulosti. Disociace se velmi často objevuje u traumatizovaných osob, zároveň však existuje mnoho jedinců, kteří prožili nějaké trauma, a přesto žádné disociativní symptomy nevykazují.
Disociace v dospělosti v kombinaci se zážitkem jakéhokoli zneužívání v dětství či jinými zážitky interpersonálního násilí přispívá k narušení vzorců rodičovského chování, které může dále přispívat k cyklické povaze domácího násilí a způsobených traumat.
Symptomy disociace na bázi prožitého traumatu mohou zahrnovat depersonalizaci, emoční oploštělost, apatii nebo amnézii týkající se vzpomínek na traumatickou událost. Na teoretické rovině může disociace v případě závažného traumatu představovat dočasně efektivní obranný mechanismus. Z dlouhodobého hlediska je však disociace spojována se snížením schopnosti psychického fungování a přizpůsobení jedince. Další symptomy často pozorované spolu s disociací u obětí traumatických událostí zahrnují úzkosti, PTSD, nízké sebevědomí, somatizační obtíže, deprese, chronické bolesti, selhávání v interpersonálních vztazích, abúzus látek, sebepoškozování a suicidální myšlenky nebo jednání. Tyto symptomy mohou být často prezentovány jako zdroje obtíží a maskovat tak skutečné jádro problému.
V rámci klinické populace byla zjištěna souvislost mezi vysokou mírou disociativních symptomů (včetně amnézie vztahující se ke konkrétním vzpomínkám na trauma) a zneužíváním v dětství - obzvlášť chronickým zneužíváním s počátkem v nízkém věku. V neklinickém vzorku populace dospělých žen byla nejčastěji zvýšená míra disociace uváděna v souvislosti s pohlavním zneužíváním před 15. rokem věku výrazně starší osobou. Korelace byla zjištěna také s fyzickým týráním a pohlavním zneužíváním v dětství. Míra disociace se přímo úměrně zvyšovala s rostoucí závažností pohlavního zneužívání.
Přehledový článek z roku 2012 podporuje současnou hypotézu, že nedávno prožité trauma může ovlivňovat jedincovo hodnocení vzdálenější minulosti, měnit minulé prožitky a vést ke stavům disociace.

## Psychoaktivní látky
Psychoaktivní látky mohou často navodit dočasné disociativní stavy. Mezi látky s disociativními účinky patří například ketamin, oxid dusný, alkohol, tiletamin, marihuana, dextrometorfan, PCP, metoxetamin, šalvěj divotvorná, atropin a ibogain.